# Tingsrätt
Das tingsrätt ist in Schweden und käräjäoikeus/tingsrätt in Finnland die unterste Instanz der ordentlichen Gerichtsbarkeit in Straf- und Zivilsachen. Es ist insoweit vergleichbar mit einem deutschen Amts- oder Landgericht. Nächsthöhere Instanz ist das hovrätt, letzte Instanz der högsta domstolen in Schweden und das korkein oikeus/högsta domstolen in Finnland. Die tingsrätter wurden 1971 einheitlich in ganz Schweden eingerichtet und 1993 in Finnland. Zuvor bestanden in den größeren Städten Schwedens ein rådhusrätt und andernorts ein häradsrätt. Die Anzahl der tingsrätter in Schweden sank von zunächst 100 über 53 (2009) auf 42 (2017).

## Tingsrätter in Schweden
In Schweden existieren aktuell folgende tingsrätter: (mit den jeweils übergeordneten hovrätter und deren Sitz):
Hovrätten för Övre Norrland (Umeå)
- Norrbottens län: Gällivare, Haparanda und Luleå
- Västerbottens län: Skellefteå, Lycksele und Umeå

Hovrätten för Nedre Norrland (Sundsvall)
- Jämtlands län: Östersund
- Västernorrlands län: Härnösand und Sundsvall
- Gävleborgs län: Hudiksvall und Gävle

Svea hovrätt (Stockholm)
- Dalarnas län: Mora und Falun
- Uppsala län: Uppsala
- Västmanlands län: Västerås
- Stockholms län: Norrtälje, Sollentuna, Solna, Stockholm, Nacka, Flemingsberg und Södertälje
- Södermanlands län: Eskilstuna und Nyköping
- Gotlands län: Visby

Hovrätten för Västra Sverige (Göteborg)
- Värmlands län: Karlstad
- Teil von Västra Götalands län (siehe auch bei Göta hovrätt): Vänersborg, Uddevalla, Alingsås, Göteborg und Borås
- Hallands län: Varberg und Halmstad

Göta hovrätt (Jönköping)
- Örebro län: Örebro
- Teil von Västra Götalands län (siehe auch bei Hovrätten för Västra Sverige): Skövde
- Östergötlands län: Norrköping und Linköping
- Jönköpings län: Jönköping und Eksjö
- Kalmar län: Kalmar
- Kronobergs län: Växjö

Hovrätten över Skåne und Blekinge (Malmö)
- Skåne län: Malmö, Lund, Helsingborg, Hässleholm, Kristianstad, Ystad
- Blekinge län: Karlskrona